# Helmut Kohl
Pour l’arbitre de football, voir Helmut Kohl (arbitre). Pour les personnes ayant le même patronyme, voir Kohl.
Helmut Josef Michael Kohl [ˈhɛlmuːt ˈjoːzɛf ˈmɪçaːʔeːl ˈkoːl], né le 3 avril 1930 à Ludwigshafen et mort le 16 juin 2017 dans la même ville, est un homme d'État allemand.
Entré à l’Union chrétienne-démocrate d'Allemagne (CDU) en 1946, il est le chef du gouvernement ouest-allemand puis allemand pendant seize ans, du 1er octobre 1982 au 27 octobre 1998. Avec Angela Merkel, il a été chancelier le plus longtemps.
Il participe à la construction européenne en tentant de mettre en place son grand projet des États-Unis d’Europe ; il contribue à l'instauration de l’Acte unique puis du traité de Maastricht, et est l'un des pères de l’euro (rejetant au passage le terme "E.C.U." à la sonorité rappelant l'occupation française), qu’il impose à une population allemande alors profondément attachée au mark. Proche de François Mitterrand, il favorise l'entente franco-allemande : en 1984 il apparaît main dans la main avec le président français à l'ossuaire de Douaumont.
En 1990, après la chute du mur de Berlin, il parvient à mener à bien la réunification allemande, ce qui lui vaut le surnom de « chancelier de l’unification ». Des difficultés économiques, notamment en ex-Allemagne de l'Est, surviennent cependant, conduisant à une baisse de sa popularité.
En 1998 la CDU/CSU est devancée aux élections fédérales par le SPD conduit par Gerhard Schröder, qui lui succède à la chancellerie. Helmut Kohl est ensuite mis en cause dans l'affaire des caisses noires de la CDU, ce qui lui vaut des ennuis judiciaires et le contraint à démissionner de la présidence d'honneur du parti en 2000. Il se tient ensuite en retrait de la vie politique. Son ancienne protégée Angela Merkel devient chancelière fédérale en 2005.

## Situation personnelle
Troisième enfant d'une famille catholique et conservatrice, Helmut Kohl perd son frère aîné au cours de la Seconde Guerre mondiale. Dans les dernières semaines de la guerre, à 15 ans, il est lui aussi mobilisé mais ne participe à aucun combat. En 1946 il adhère à la toute nouvelle Union chrétienne-démocrate (CDU), et participe l'année suivante à la création de la section de la Junge Union (JU, Union des Jeunes) à Ludwigshafen.
Après l'obtention en 1950 de son Abitur, baccalauréat allemand, sanctionnant deux années de scolarité de plus qu'en France, il s'inscrit aussitôt à l'université Johann Wolfgang Goethe de Francfort-sur-le-Main pour y étudier le droit. En 1951 il choisit de poursuivre ses études à l'université de Heidelberg, où il est diplômé en histoire et sciences politiques.
Helmut Kohl se marie deux fois : en 1960 il épouse Hannelore Renner (née en 1933 et morte par suicide en 2001), avec qui il a deux fils : Walter Kohl (né en 1963) et Peter Kohl (né en 1965). Populaire et aimée des Allemands, Hannelore a joué un rôle influent dans la carrière politique de son mari. Alors qu'Helmut Kohl ne parlait aucune langue autre que l'allemand, Hannelore parlait couramment plusieurs langues, dont le français et l'anglais, ce qui a servi lors des réceptions d'État. Atteinte d'une forme rare et virulente de photophobie, Hannelore Kohl se donne la mort par surdose de médicaments en 2001.
En 2008 il épouse Maike Richter, née en 1964, qui est donc sa cadette de 34 ans.

## Parcours politique

### Débuts
Helmut Kohl intègre en 1953 le comité directeur de la CDU de Rhénanie-Palatinat, présidée par le ministre-président Peter Altmeier. Élu vice-président régional de la JU l'année suivante, il rejoint l'institut Alfred Weber de l'université de Heidelberg où il devient un membre actif de l'association estudiantine AIESEC.
Il entame ensuite une carrière dans le privé, d'abord en tant qu'adjoint au directeur d'une fonderie à Ludwigshafen et, en 1959, en tant que manager de l'Union des industries chimiques de Ludwigshafen. En 1958 il obtient son doctorat pour sa thèse Développements politiques dans le Palatinat et reconstruction des partis politiques après 1945. L'année suivante il devient président de la section CDU de Ludwigshafen. En 1960 il épouse Hannelore Renner, qu'il connaît depuis 1948. Ils auront deux fils.

### Ascension
Aux élections régionales du 19 avril 1959, Helmut Kohl est élu député de la 6e circonscription au Landtag de Rhénanie-Palatinat. L'année suivante il prend la présidence du groupe chrétien-démocrate au conseil municipal de Ludwigshafen. Après les élections régionales du 31 mars 1963, au cours desquelles la CDU perd la majorité absolue dont elle disposait depuis huit ans, il est porté à la présidence du groupe parlementaire. En 1966, il succède à Peter Altmeier comme président du parti dans le Land, et fait alors figure de principal successeur de ce dernier à la direction du gouvernement régional.

### Ministre-président de la Rhénanie-Palatinat
Réélu député le 23 avril 1967, Helmut Kohl conserve la présidence du groupe. Deux ans plus tard, le 19 mai 1969, il est investi ministre-président de Rhénanie-Palatinat à 39 ans, en remplacement d'Altmeier, à ce poste depuis juillet 1947. Alors que son Land est l'un des moins performants du pays, il le transforme en sept ans en une région dynamique. Il prend alors la tête d'une coalition noire-jaune avec le Parti libéral-démocrate (FDP).
Au congrès fédéral de la CDU du 17 novembre 1969 à Mayence il est élu vice-président fédéral par 392 voix sur 476, soit une très forte majorité de 82,4 %. Lors des élections régionales du 21 mars 1971 il est chef de file des chrétiens-démocrates et remporte 49,9 % des voix et la majorité absolue des sièges avec 53 députés sur 100. Il s'agit de la meilleure performance du parti dans le Land en vingt-cinq ans.

### Personnalité de la CDU
Environ six mois plus tard, au congrès fédéral du 4 octobre 1971 à Sarrebruck, Helmut Kohl décide de se présenter à la présidence du parti contre le président du groupe parlementaire Rainer Barzel. Alors qu'il était censé faire alliance avec Gerhard Schröder (homonyme du futur chancelier), représentant de l'aile droite, ce dernier se rétracte et permet à Barzel de l'emporter par 344 voix contre 174. Ce score de 33,6 % n'empêche en rien Kohl d'être réélu à la vice-présidence fédérale, par 470 suffrages favorables sur 502 exprimés, soit 93,4 %.
Par deux fois en 1972, lors d'une motion de censure constructive puis des élections fédérales anticipées, Rainer Barzel échoue dans sa tentative de renverser le chancelier social-démocrate Willy Brandt. Au scrutin parlementaire, le SPD devient même la première force politique du Bundestag. Barzel est alors contraint à la démission de la direction du parti. Le 12 juin 1973, au congrès fédéral de Bonn, Helmut Kohl est élu président fédéral avec un score écrasant de 520 voix sur 571, soit 91,1 % des suffrages en sa faveur.
Le triomphe se poursuit deux ans plus tard, aux élections régionales du 9 mars 1975. Avec 53,9 % des voix, la CDU réalise son meilleur score historique, et le meilleur score jamais obtenu par un parti en Rhénanie-Palatinat. Au Landtag, elle détient désormais 55 sièges sur 100. Cette victoire le met en position de force pour les élections fédérales de 1976.

### Parcours au Bundestag
Lors des législatives du 3 octobre 1976, Helmut Kohl est candidat de la CDU/CSU à la chancellerie, avec le slogan « Social, sûr, libre ». Les conservateurs réalisent 48,6 % des suffrages, leur deuxième meilleur score depuis vingt-cinq ans. Avec 243 députés sur 496, ils ne sont qu'à six sièges de la majorité absolue, mais le Parti libéral-démocrate choisit de maintenir son alliance avec le social-démocrate Helmut Schmidt. Bien que confiné dans l'opposition, Kohl prend la présidence du groupe CDU/CSU au Bundestag et démissionne du gouvernement de la Rhénanie-Palatinat. Son ministre de l'Éducation, Bernhard Vogel, déjà président de la CDU du Land depuis 1974, lui succède.
En 1978, il envisage de présenter la candidature du ministre-président de Bade-Wurtemberg Hans Filbinger à l'élection présidentielle du 23 mai 1979, mais la révélation de son passé de juge militaire à l'époque nazie amène ce dernier à la démission et au retrait de la vie politique. Les chrétiens-démocrates reportent alors leur choix sur Karl Carstens, président du Bundestag.
À l'approche des élections fédérales du 5 octobre 1980, il renonce à affronter de nouveau Schmidt et soutient la candidature du nouveau ministre-président de Basse-Saxe Ernst Albrecht. Lors d'un vote du groupe parlementaire de la CDU/CSU, Albrecht est battu de justesse par le ministre-président de Bavière Franz Josef Strauß. La campagne très à droite de Strauß, qui choisit le slogan « La liberté ou le socialisme », est un échec dans la mesure où les partis chrétiens refluent à 44,5 % et 226 sièges. De plus, l'opposition réciproque entre le Bavarois et les libéraux rend impossible tout accord de coalition. L'échec de Strauß élimine donc pour Kohl son principal rival au sein de son camp. À l'ouverture de la législature, Kohl est réélu président du groupe et s'impose comme le seul opposant au chancelier Schmidt.

### Chancelier fédéral

#### Accession au pouvoir

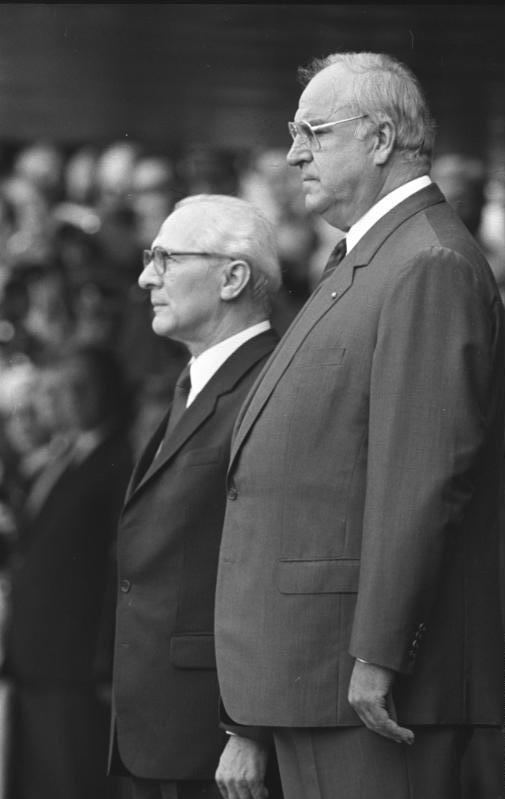
Visite à Bonn en RFA d'Erich Honecker en 1987.

Les dirigeants des États membres du Sommet du G7 1983 devant le capitole de Williamsburg.
De gauche à droite : Pierre Trudeau, Gaston Thorn, Helmut Kohl, François Mitterrand, Ronald Reagan, Yasuhiro Nakasone, Margaret Thatcher et Amintore Fanfani.

Le 17 septembre 1982, la coalition sociale-libérale au pouvoir depuis 1969, se rompt à la suite des désaccords irréconciliables sur la politique économique. Profitant de ce virage à droite des libéraux, Kohl entreprend des négociations avec le FDP en vue de reconstituer une « coalition noire-jaune », majoritaire au Bundestag. En deux semaines, les négociations sont finalisées. Il dépose alors une motion de censure constructive et se fait élire chancelier fédéral par le Bundestag en remplacement de Helmut Schmidt, par 256 voix contre 235, le 1er octobre 1982.
Il souhaite cependant légitimer sa désignation par de nouvelles élections fédérales. Il organise alors sa défaite lors d'un vote de confiance le 17 décembre 1982, 8 députés votant en sa faveur, contre 218. Aux élections anticipées du 6 mars 1983, les chrétiens-démocrates triomphent de nouveau. En remportant 48,8 % des suffrages exprimés, ils réalisent leur deuxième meilleur score et obtiennent 246 députés sur 598, soit seulement cinq sièges de moins que la majorité absolue. Il reconduit alors son alliance avec les libéraux-démocrates.
En 1985, la visite de Reagan au cimetière militaire de Bitburg provoque une polémique, en raison de la présence de tombes SS sur le lieu.

#### Politique étrangère

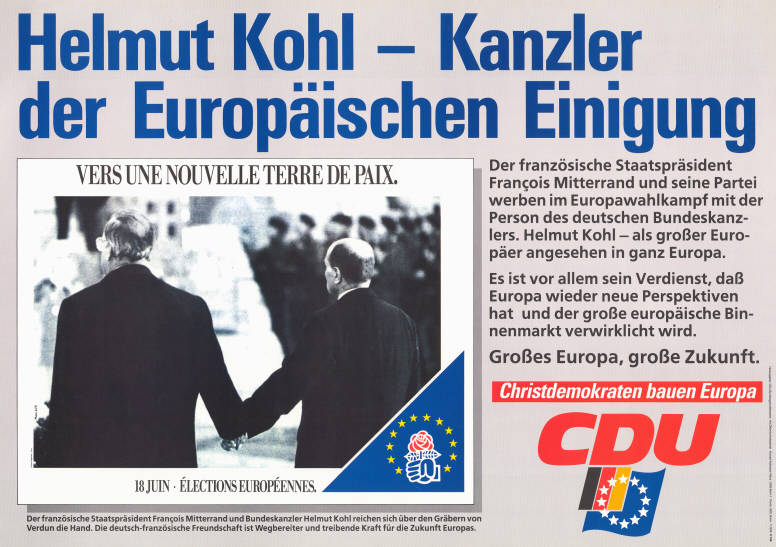
Affiche de la CDU pour les élections européennes de 1989 montrant les deux hommes d'État main dans la main.

Le 22 septembre 1984, Helmut Kohl célèbre, au mémorial de Verdun, avec François Mitterrand le souvenir des soldats français et allemands tombés durant la Première Guerre mondiale. L'image des deux hommes d'État main dans la main durant la cérémonie a fait le tour du monde et est devenue le symbole de la réconciliation franco-allemande.
En janvier 1996, quelques jours après le décès de François Mitterrand, Helmut Kohl assiste, ému, à la cérémonie officielle en son hommage, dans la cathédrale Notre-Dame de Paris.
Il apporte son soutien à Boris Eltsine en vue de l’élection présidentielle russe de 1996. Se rendant à Moscou le jour de l’annonce de la candidature du chef de l’État russe, il présente celui-ci comme « un partenaire absolument fiable, qui a toujours respecté ses engagements ».

#### Questions sociétales
En matière sociétale, il restreint le droit à l'avortement[Comment ?].

#### Engagement en faveur de l'UE
Il se révèle interventionniste pour engager l’Allemagne dans le projet de monnaie unique et permettre à son pays de jouer un rôle prépondérant dans le pilotage de cette monnaie. Il affirme avoir « agi comme un dictateur » pour imposer l'euro dans son pays, qui aurait selon lui repoussé cette option en cas de référendum.
En 1988, Helmut Kohl est lauréat avec François Mitterrand du prix international Charlemagne qui récompense les mérites pour l'unification européenne. En décembre 1998, lors du conseil de Vienne, il reçoit le titre de citoyen d'honneur de l'Europe.

#### Réunification allemande

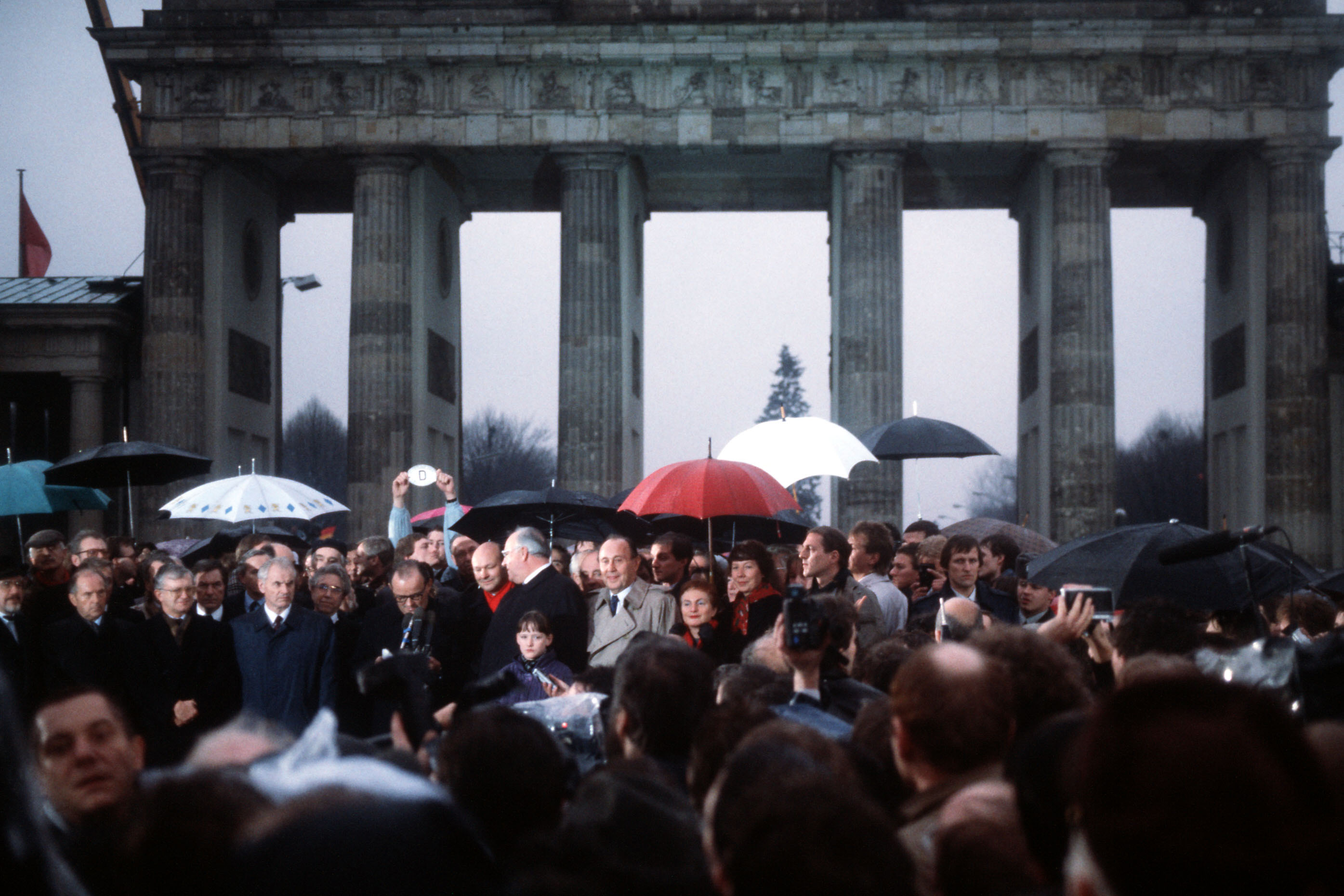
Helmut Kohl au milieu de politiciens allemands lors de l'ouverture officielle de la porte de Brandebourg à Berlin, le 22 décembre 1989.

En 1989, lors de l'effondrement du gouvernement communiste d'Allemagne de l'Est, Helmut Kohl s’engage en faveur d’une rapide réunification de l'Allemagne au sein d’une alliance occidentale. Peu après la chute du mur de Berlin, il perçoit très vite l'appétit des Allemands de l'Est pour une réunification des deux États et l'obtient au pas de charge, malgré les craintes qu'elle suscite parmi ses alliés. Il restera notamment dans l'histoire pour avoir forcé la main de Mikhaïl Gorbatchev et George H. W. Bush, les dirigeants soviétique et américain, mais aussi de ses alliés européens, comme François Mitterrand, afin que la RDA anciennement communiste rejoigne la RFA en 1990, moins d'un an après la chute du mur.
Réélu chancelier en 1991, il doit faire face aux difficultés liées à la réunification, mais parvient à être reconduit dans ses fonctions en 1994. Cependant, la récession qui frappe l’Allemagne et accélère la remise en cause du modèle d’économie de marché « sociale », et l’inefficacité des mesures prises par le gouvernement pour enrayer la montée du chômage provoquent une forte baisse de sa popularité, y compris dans les Länder de l’Est qui lui étaient pourtant favorables en raison de son rôle dans la réunification.

#### Défaite et départ de la chancellerie
Enregistrant un certain nombre de revers électoraux dans des scrutins régionaux, notamment en 1998, Kohl doit en outre faire face à la montée en puissance du Parti social-démocrate d'Allemagne (SPD), réorganisé sous l'impulsion de Gerhard Schröder. En septembre 1998, après seize ans de gouvernement chrétien-démocrate, le SPD remporte les élections législatives et Gerhard Schröder succède à Helmut Kohl à la chancellerie. Au mois d'octobre suivant Wolfgang Schäuble remplace Helmut Kohl à la présidence de la CDU.

### Scandale des caisses noires de la CDU
La fin de la carrière politique d'Helmut Kohl sera moins glorieuse. À partir de la fin 1999 la CDU est atteinte par un vaste scandale politico-financier qui met en cause la gestion des années Kohl. Celui-ci est accusé à titre personnel d'avoir omis de déclarer des contributions de 1 à 2 millions de marks (de 500 000 à 1 million d'euros). Il finit par reconnaître avoir recueilli des dons occultes.
La révélation de l'existence de comptes occultes qui alimentaient les caisses noires de la CDU le conduit à démissionner de la présidence d'honneur du parti en janvier 2000,. Il fait alors l'objet d’une enquête judiciaire pour « malversations », close en 2001 après le paiement d'une amende de 300 000 marks.
Angela Merkel, qu'il avait prise sous son aile (il la surnommait « la jeune fille » au début des années 1990), en profite alors pour l'évincer, dénonçant ces montages dans un article. En 1999 elle lui succède à la tête de son parti à l'issue d'une bataille interne. L'ancien chancelier, contraint de démissionner de son poste de président d'honneur du parti, ne lui pardonnera jamais cette trahison.

## Retrait de la scène publique et mort
Dès lors absent de la scène politique allemande, Helmut Kohl est régulièrement cité lors des élections fédérales de 2005, qui voient Angela Merkel, son ancienne « protégée », accéder au poste de chancelier.

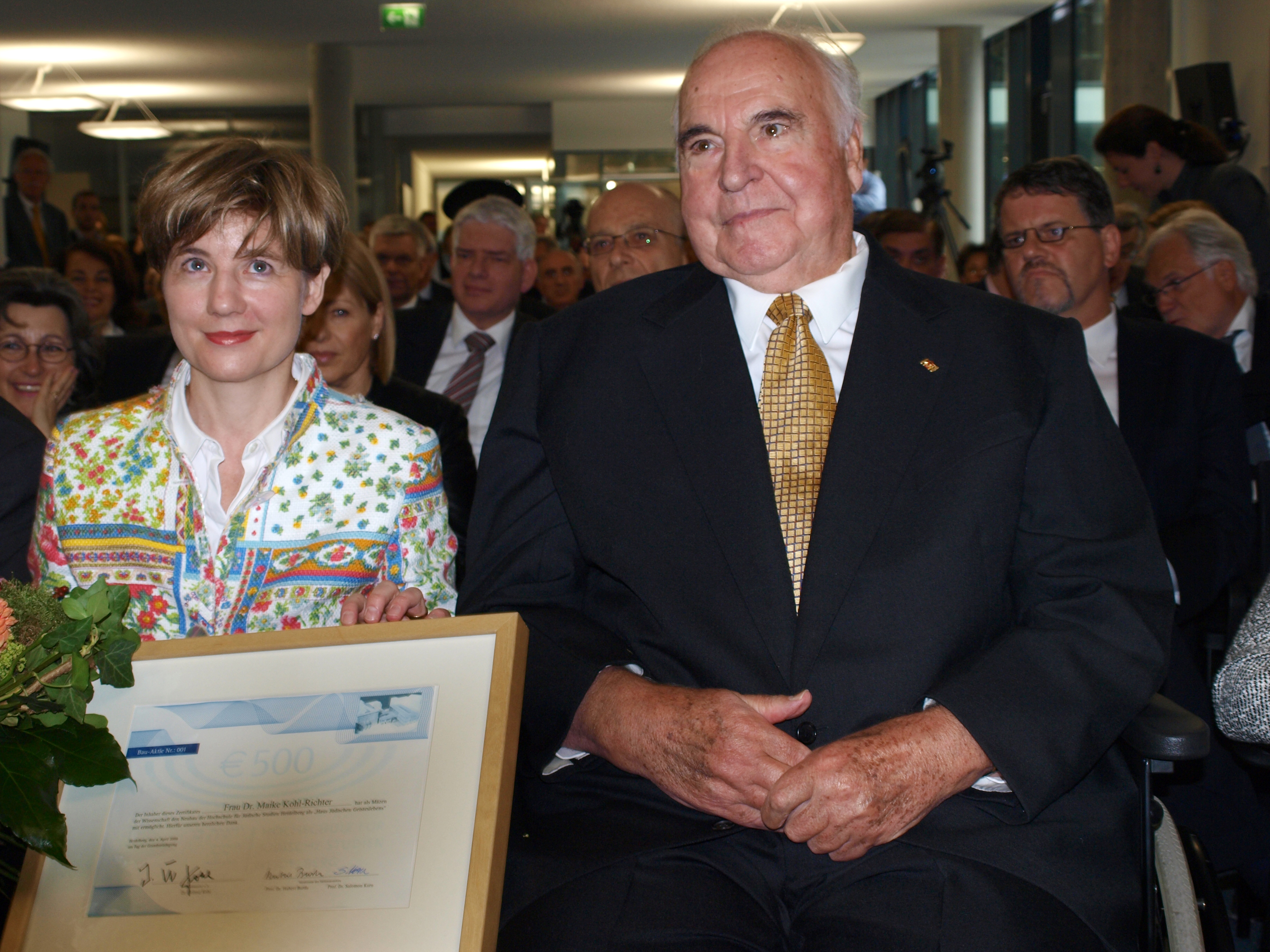
Helmut Kohl et sa deuxième épouse, Maike Richter, en 2009.

En 2009, en plus d'une fracture de la hanche qui l'oblige à rester dans un fauteuil roulant, Helmut Kohl est victime d'un accident vasculaire cérébral qui lui paralyse le bas du visage. Le 31 octobre 2009, il retrouve Mikhaïl Gorbatchev et George H. W. Bush pour fêter le 20e anniversaire de la chute du mur de Berlin, mais il n'est pas en mesure d'assister aux commémorations officielles. Le 2 juin 2015, à l'âge de 85 ans, il est hospitalisé en soins intensifs au CHU de Heidelberg.
En avril 2016 il reçoit Viktor Orbán lors d'une visite très médiatisée,. À cette occasion, il s'exprime au sujet de la crise migratoire en Europe et de la politique d'Angela Merkel concernant les migrants. Il critique l'ouverture des frontières aux réfugiés, se dit « en accord » avec la politique de Viktor Orbán et estime que l'Europe ne peut « devenir une nouvelle patrie » pour les migrants. Cette prise de position lui vaudra de nombreuses critiques.
Helmut Kohl meurt le 16 juin 2017, à l'âge de 87 ans, dans sa maison de Ludwigshafen, dans le sud-ouest du pays.
La chancelière fédérale Angela Merkel réagit en disant qu’Helmut Kohl a « changé [sa] vie de manière décisive » grâce au rôle qu’il a joué dans la réunification de l’Allemagne, ajoutant qu'il a été « une chance pour nous, Allemands ». L’ancien président des États-Unis George H. W. Bush salue « l’un des plus grands leaders de l’Europe d’après-guerre » et « un vrai ami de la liberté », tandis que l'ancien dirigeant soviétique Mikhaïl Gorbatchev évoque « une personnalité exceptionnelle » ayant fait preuve « d'un profond intérêt pour la Russie ». Selon le président de la Commission européenne Jean-Claude Juncker, Helmut Kohl était « l’essence même de l’Europe » ; Jacques Delors, ancien président de la Commission, rend hommage à « un citoyen de l'Europe ». Le président de la République française, Emmanuel Macron, estime qu'« Helmut Kohl fut l’un des grands hommes de l’Europe et du monde libre ». Le secrétaire général de l'ONU, António Guterres, se dit « très affecté » par le décès de Helmut Kohl, « un ami personnel ».

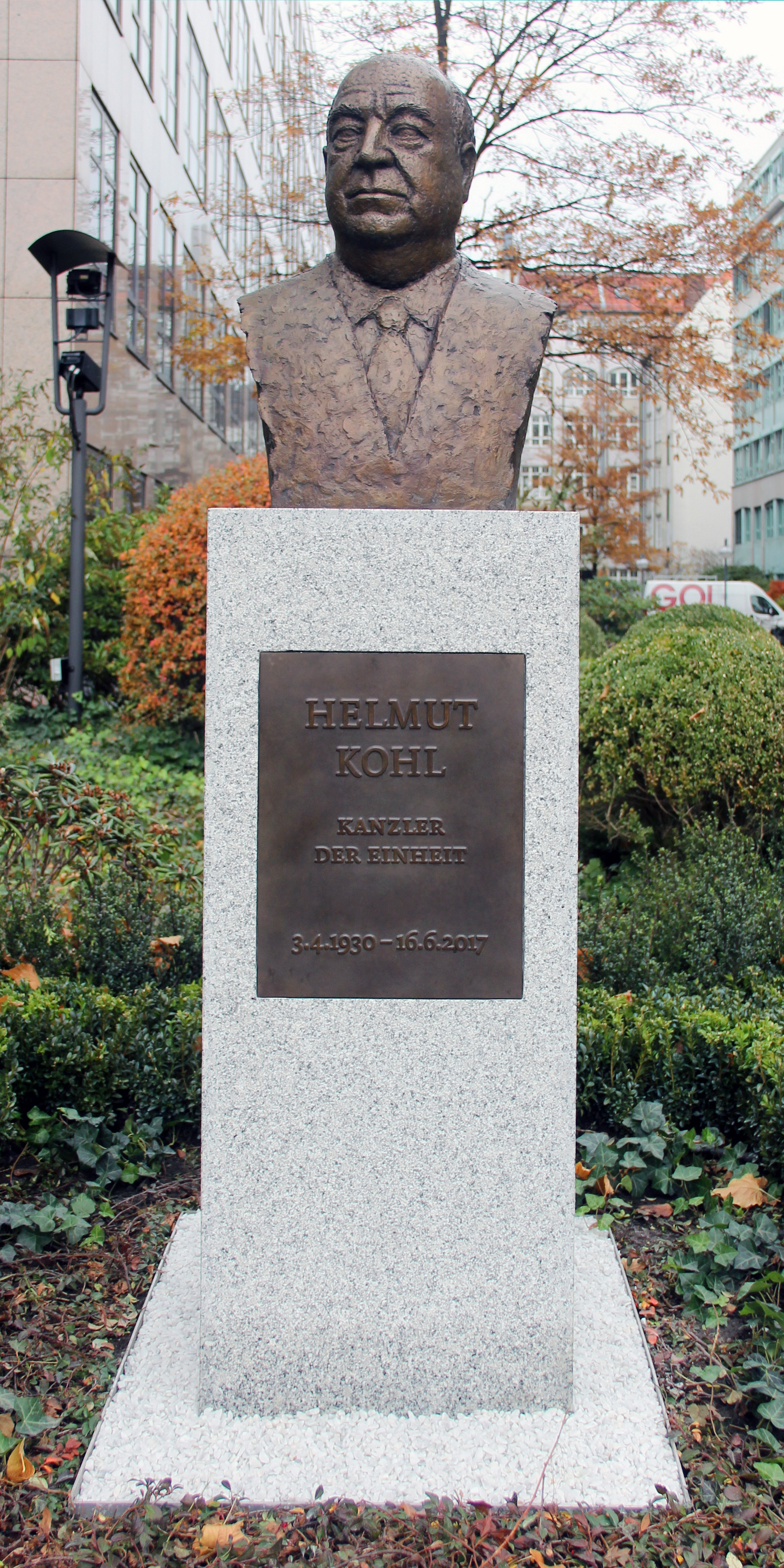
Buste d'Helmut Kohl à Berlin.

Sa veuve, Maike Kohl-Richter, ayant refusé que soient organisées des obsèques nationales, un hommage lui est rendu le 1er juillet 2017 au Parlement européen de Strasbourg lors d’une cérémonie en présence de la chancelière allemande Angela Merkel, de l'ancien président américain Bill Clinton, du président français Emmanuel Macron et des présidents du Conseil européen Donald Tusk, de la Commission européenne Jean-Claude Juncker et du Parlement européen Antonio Tajani. Sont présents 22 anciens chefs d'État et de gouvernement, principalement européens (excepté l'ancien président indonésien Bacharuddin Jusuf Habibie), 12 chefs d'État et de gouvernement européens en exercice, quatre anciens présidents du Parlement européen ainsi que l'ancien couple royal d'Espagne Juan Carlos et Sofia. La dépouille d’Helmut Kohl est ensuite transférée à Speyer / Spire, où une cérémonie privée eut lieu en la cathédrale, avant l'inhumation.

## Postérité

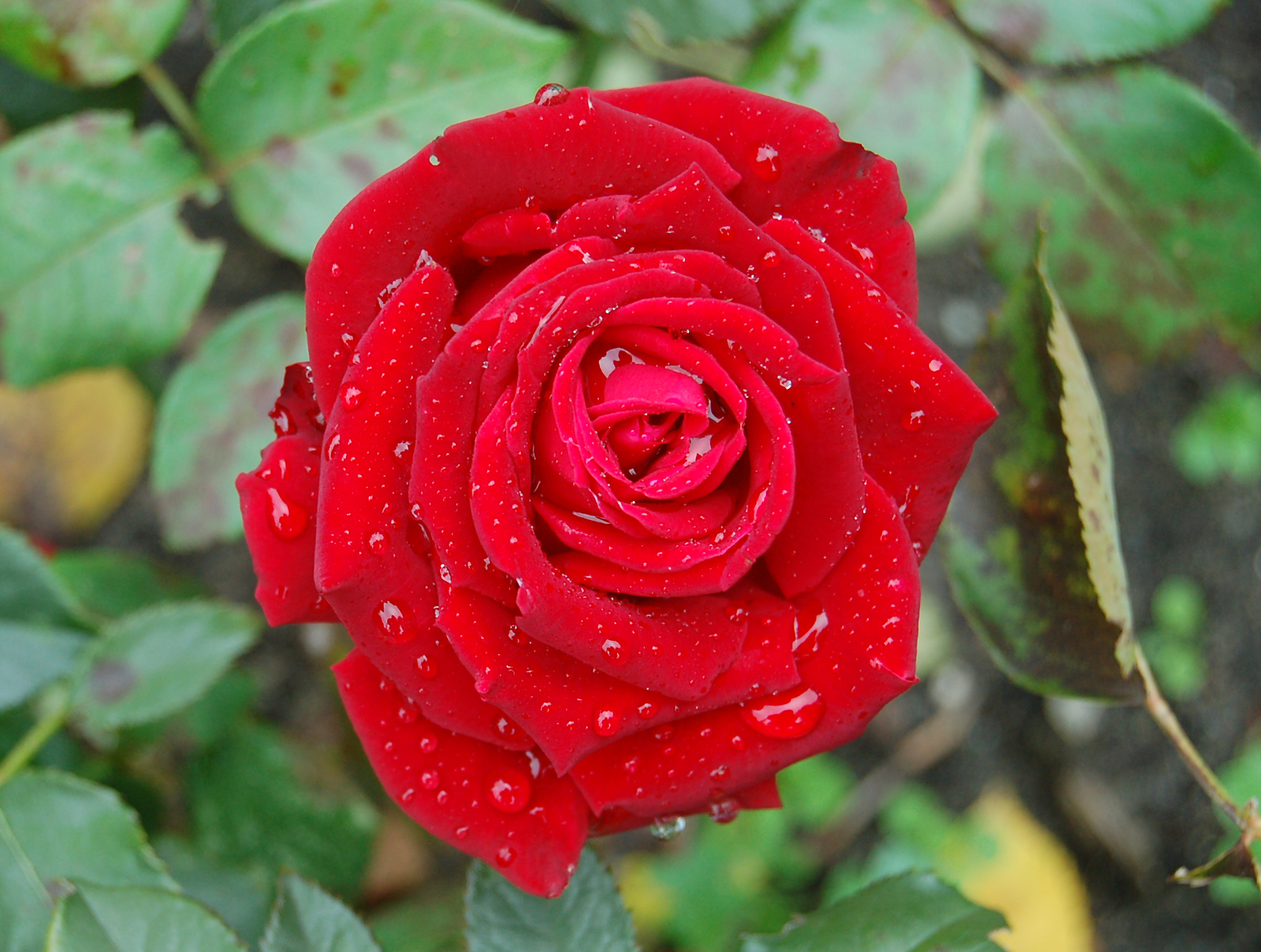
La rose Helmut Kohl, un rosier à grandes fleurs.

Helmut Kohl est à l'origine de la maison de l'Histoire de la République fédérale d'Allemagne, ouverte le 14 juin 1994.

## Distinctions

### Décorations
- Grand-croix, 1re classe version spéciale de l'ordre du Mérite ( Allemagne)
- Grand-croix de l'ordre du Roi Tomislav ( Croatie)
- Médaille présidentielle de la Liberté ( États-Unis)
- Grand-croix de la Légion d'honneur ( France)
- Grand-croix de l'de l'ordre du Faucon ( Islande)
- Chevalier grand-croix de l'ordre du Mérite de la République italienne ( Italie)
- Grand-croix avec collier de l'ordre des Trois Étoiles ( Lettonie)
- Chevalier grand-croix de l'ordre du Lion néerlandais ( Pays-Bas)
- Grand-croix de l'ordre de l'Aigle blanc ( Pologne)
- Grand collier de l'ordre de l'Infant Dom Henrique ( Portugal)
- Grand-croix de l'ordre du Christ ( Portugal)
- Chevalier grand-croix de l'ordre de Saint-Michel et Saint-Georges ( Royaume-Uni)
- Première classe de l'ordre de la Double croix blanche ( Slovaquie)
- Médaille de l’ordre des mérites exceptionnels (en) ( Slovénie)
- Grand Cordon du Ouisasm Alaouite (Maroc) 1996[22].

### Récompenses
- Docteur honoris causa de l'université Keiō.
- Docteur honoris causa de l'université de Cambridge.
- Docteur honoris causa de l'université de Louvain.
- Prix international Charlemagne d'Aix-la-Chapelle.
- Prix de la Paix de Westphalie

## Publications
- Je voulais l'unité de l'Allemagne, Paris, Editions de Fallois, 1997.